# Yağmurlar, Salihli
Yağmurlar là một xã thuộc huyện Salihli, tỉnh Manisa, Thổ Nhĩ Kỳ. Dân số thời điểm năm 2011 là 281 người.